# Les Conspirateurs (film, 1972)
Pour les articles homonymes, voir Les Conspirateurs.
Pour plus de détails, voir Fiche technique et Distribution.
Les Conspirateurs (titre original : Os Inconfidentes) est un film coproduit par le Brésil et l'Italie, réalisé par Joaquim Pedro de Andrade et sorti en 1972.
En novembre 2015, le film est inclus dans la liste établie par l'Association brésilienne des critiques de cinéma (Abraccine) des 100 meilleurs films brésiliens de tous les temps.

## Synopsis
Une version peu conformiste de l'Inconfidência Mineira à la fin du XVIIIe siècle. Situé à Ouro Prēto (État du Minas Gerais), autrefois Vila Rica, sur les lieux mêmes du drame, le film retrace le tragique destin du dentiste Tiradentes (en français « l'arracheur de dents »), accusé d'être le cerveau d'une conspiration indépendantiste contre la couronne portugaise. Étant le seul à assumer ses responsabilités dans la rébellion contre le pouvoir colonial, il fut pendu et son corps écartelé. De nos jours, Tiradentes est désormais considéré comme un martyr de l'Indépendance. Tous les 21 avril, le peuple brésilien rend hommage à son sacrifice et des pièces de monnaie sont également frappées à son effigie.

## Fiche technique
- Titre du film : Les Conspirateurs
- Titre original : Os Inconfidentes
- Titre en Italie : La Congiura
- Réalisation et production : Joaquim Pedro de Andrade
- Scénario : J. Pedro de Andrade et Eduardo Escorel, d'après les actes du procès et l'œuvre poétique Romanceiro da Inconfidência de Cecília Meireles
- Photographie : Pedro de Morais
- Format : Eastmancolor, 35 mm
- Décors : Anisio Medeiros
- Montage : Eduardo Escorel
- Musique : Ary Barroso, Agustín Lara
- Production : Filmes do Serro, Grupo Filmes, Mapa Filmes, Radiotelevisione italiana
- Pays d'origine :  Brésil/ Italie
- Langue originale : Portugais
- Durée : 100 minutes
- Sortie : 1972
- Genre : Drame historique

## Distribution
- José Wilker : Tiradentes
- Luiz Linhares : Tomás Antônio Gonzaga
- Paulo César Peréio : Bueno da Silveira
- Fernando Torres : Cláudio Manoel da Costa
- Carlos Kroeber : Alvarenga Peixoto
- Nelson Dantas : Père Luis Vieira da Silva
- Margarida Rey : Reine Marie I du Portugal
- Susana Gonçalves : Marília de Dirceu
- Carlos Gregório : José Álvares Maciel
- Wilson Grey : Joaquim Silvério dos Reis
- Fábio Sabag : Vicomte de Barbacena

## Prix
- Mostra de Venise 1972 : Prix du Comité international de diffusion de l'art et des lettres par le cinéma[2]

## Commentaires
- Si vous ne connaissez pas le sujet, laissez ce bandeau (vous pouvez alors contacter les auteurs).
- Si vous supprimez le contenu mis en cause (vous pouvez préalablement contacter les auteurs),

argumentez précisément cette suppression dans la page de discussion
(un manque de référence n'est pas un argument ; une recherche réelle de référence doit avoir été effectuée, être formellement documentée).
En 1972, lors du 150e anniversaire de l'Indépendance, le régime militaire brésilien souhaita que l'on puisse réaliser des films historiques à valeur éducative. 
La superproduction Independência ou Morte de Carlos Coimbra « exauça les vœux officiels au point de pouvoir inclure parmi sa publicité un télégramme de félicitations et d'encouragement du président de la République, le général Emilio Garrastazu Medici. » Ce film, distribué dans plusieurs grandes villes du Brésil, au cours de la semaine des commémorations de l'Indépendance, fut vu par trois millions de spectateurs. Mais, « ce type de reconstitution naturaliste, occultant la nature idéologique de l'histoire, n'est évidemment pas né subitement par la simple action du régime », fait remarquer Paulo Antônio Paranaguá. Tout au long de l'histoire du cinéma brésilien, les épisodes liés à la lutte indépendantiste constituèrent un thème récurrent. 
Par ailleurs, après Independência ou Morte, le producteur Oswaldo Massaini récidivera avec Caçador de Esmeraldas (Oswaldo de Oliveira, 1979). O Martir da Independência-Tiradentes (Geraldo Vietri, 1977) et A Batalha dos Guararapes (Paulo Thiago, 1978) doivent aussi être rattachés au genre. Toutefois, contrairement au film de Carlos Coimbra, A Batalha dos Guararapes se soldera par un échec cuisant, aussi bien auprès du public que de la critique.
Bien vite, on va s'apercevoir que l'histoire du Brésil est « un des enjeux majeurs d'une sourde lutte idéologique. » S'opposant aux réalisations précédemment citées, Os Inconfidentes offre une vision non édulcorée de l'Inconfidência Mineira. Le scénario s'appuie sur les sept volumes des minutes du procès, sur les vers des poètes impliqués dans ce complot et sur l'œuvre poétique contemporaine de Cecília Meireles. Cette dernière tente de dépasser l'historiographie traditionnelle. « Les dialogues versifiés et un peu anachroniques contribuent à établir la distance, accentuée par un arrière-plan méticuleux, qui contredit le sentiment humaniste des protagonistes [...] », note Paulo Antônio Paranaguá.
À propos des conjurés de Vila Rica de Ouro Prēto, Eduardo Galeano écrit aussi : « Pour en finir avec l'Europe qui nous presse comme une éponge, une poignée de privilégiés a ourdi une conspiration. [...] Les délateurs ont parlé avant que ne retentisse le premier coup de mousquet. Le gouverneur a arrêté les conjurés d'Ouro Preto. Sous la torture, ils ont avoué ; et ils se sont accusés l'un l'autre dans les moindres détails. [...] Il y a un homme qui s'est tu. Le porte-drapeau Joaquim José da Silva Xavier, surnommé Tiradentes [...] Il n'a parlé que pour dire : Je suis le seul responsable. » Sur Tiradentes, il ajoute ceci : « Tiradentes n'est pas tout à fait blanc. Il est entré dans l'armée comme porte-drapeau et il l'est demeuré jusqu'au bout, arrachant des dents pour arrondir sa solde. Il voulait que les Brésiliens soient brésiliens. Les oiseaux qui disparaissent quand le soleil monte derrière les nuages le savent bien. » Le même auteur fait remarquer dans Les veines ouvertes de l'Amérique latine : « La rébellion de 1789 avait coïncidé avec la crise dans cette région de l'or », autrefois exceptionnellement prospère. Comme l'écrivain uruguayen, le film de Joaquim Pedro de Andrade prend donc ses distances avec l'imagerie d'Épinal patriotique.
Notons, enfin, dans Le Brésil, Terre d'avenir, ce que Stefan Zweig écrivait au sujet de la découverte et de l'exploitation des métaux précieux dans la région du Minas Gerais : « Cet épisode si dramatique par sa montée, son cours et son extinction » devrait être relaté, afin d'en faciliter la compréhension, sous la forme d'une pièce de théâtre en trois actes. 
Nous le citons encore : « Le premier acte se passe, juste avant 1700, dans une vallée du Minas Gerais qui n'est encore à ce moment rien d'autre que de l'humus sans hommes, sans villes, sans chemins. Un beau jour, [...] une petite colonie de Paulistas [...] sont attirés vers un "quelque part", dont ils ignorent le chemin et vont, à la vérité, sans but précis. [...] Et c'est la trouvaille inattendue : l'un d'eux [...] découvre dans le sable les premiers grains d'or flottants et les rapporte dans une bouteille à Rio de Janeiro. » Cet événement suffit pour provoquer une migration brutale et soudaine : « de Bahia, de Rio, de São Paulo, les gens se pressent, à cheval, à dos d'âne, à mulet, à pied ou remontent en barque le Rio São Francisco. Les marins abandonnent leurs bateaux - ici, le metteur en scène doit grouper des figurations massives - [...] ». Nous songeons ici aux premiers efforts de Carmen Santos pour réaliser Inconfidência Mineira, sorti sur les écrans en 1948, après pratiquement dix années de tournage. 
Le second acte marque l'entrée d'un protagoniste inévitable : le gouverneur portugais, représentant les droits de la Couronne. Celui-ci est venu exercer son étroite surveillance et, surtout, recevoir ce qu'il estime être sa rétribution naturelle : le cinquième de la richesse trouvée. « On établit une monnaie où tout l'or découvert  doit être apporté pour être fondu  afin qu'un contrôle précis puisse s'établir. Mais cette farouche multitude ne veut pas de contrôle ; un soulèvement éclate qui est impitoyablement écrasé. [...] Le Portugal est bien résolu à protéger son trésor [...]. Toute la région est pour ainsi dire ceinte d'une grille de fer » et ses habitants sévèrement contrôlés.
« Le troisième acte de cette tragi-comédie de l'or se passe environ soixante-dix ans plus tard et amène la tragique conclusion », poursuit Stefan Zweig. À présent, pour extraire l'or de la profondeur de la montagne, cela nécessite un travail technique harassant. « Et voici le tournant : Villa Rica est devenue Villa Pobre, la ville pauvre. Les laveurs d'or d'hier, appauvris et aigris, s'en vont avec leurs mulets, leurs ânes et leurs nègres et leur maigre avoir ; les huttes de boue des esclaves, des milliers sur les collines, sont entraînées par les pluies ou s'effondrent. [...] Le cycle de l'or est révolu. » La Potosí du Brésil n'est plus qu'un souvenir. Dans ce contexte de déclin surgit l'Inconfidência Mineira que le film de Pedro de Andrade tente de restituer sans les « chromos souhaités en haut lieu. ».